# Truncorotalia
Truncorotalia es un género de foraminífero planctónico de la familia Globorotaliidae, de la superfamilia Globorotalioidea, del suborden Globigerinina y del orden Globigerinida. Su especie tipo es Rotalina truncatulinoides. Su rango cronoestratigráfico abarca desde el Messiniense (Mioceno superior) hasta la Actualidad.

## Descripción
Truncorotalia incluye especies con conchas trocoespiraladas, de trocospira plana y de forma umbilicoconvexa; sus cámaras son cónicas, y subrectangulares (más anchas que altas) en el lado espiral; sus suturas intercamerales son incididas y rectas en el lado umbilical, y niveladas o ligeramente incididas y curvas en el lado umbilical; su contorno ecuatorial es subredondeado a subcuadrado y ligeramente lobulado, o completamente redondeado; su periferia es subaguda o aguda, sin carena o con carena poco desarrollada, generalmente pustulado; su ombligo es amplio y profundo; su abertura principal es interiomarginal, umbilical-extraumbilical, con forma de ranura asimétrica y rodeada por un labio o pórtico; presentan pared calcítica hialina, finamente perforada con poros cilíndricos y superficie pustulada, con en ocasiones densamente pustulada (muricada); en el estadio final, puede desarrollar una corteza gruesa de calcita que cubre la superficie.

## Discusión
Clasificaciones posteriores han incluido Truncorotalia en la superfamilia Globigerinoidea. Las especies de Truncorotalia han sido incluidas tradicionalmente en el género Globorotalia, o bien consideradas un subgénero de este: Globorotalia (Truncorotalia).

## Ecología y Paleoecología
Truncorotalia incluye foraminíferos con un modo de vida planctónico, de distribución latitudinal cosmopolita, preferentemente subtropical a templada, y habitantes pelágicos de aguas profundas (medio mesopelágico inferior a batipelágico superior, en la termoclina).

## Clasificación
Se han descrito numerosas especies de Truncorotalia. Entre las especies más interesantes o más conocidas destacan:
- Truncorotalia cavernula
- Truncorotalia crassaformis
- Truncorotalia crassula
- Truncorotalia tosaensis
- Truncorotalia truncatulinoides

Un listado completo de las especies descritas en el género Truncorotalia puede verse en el siguiente anexo.